# 김아빈
김아빈(1989년 9월 1일 ~ )은 대한민국의 레이싱모델이다.
- 2014년 레이싱 모델 잠시 데뷔 하였다.
- 2016년 레이싱 모델 마지막 데뷔 끊고 더 이상은 데뷔 하지 않는다.

## 경력

### 레이싱모델 경력
- 2016년 - 울트라레이싱팀 전속 레이싱모델
- 2015년 - 코리아 스쿠터 레이스 챔피언십 KSRC 레이싱모델